# Теодор Лојполд
Теодор Лојполд био је немачки бициклиста који је учествовао на првим Олимпијским играма 1896. у Атини.
Учествовао је у две бициклистиче дисциплине на велодрому.
Лојполд је са још осам такмичара учествовао у дисциплини трка на 100 км на велодрому. У почетку трке се добро држао али је морао одустати на тридесет првом километру. Трку су завршила само два такмичара.
У спринтерској трци на 333,3 м из стојећег старта. Подело је пето место резултатом 27,0 секунди.